# Апостольский нунций в Вануату
Апостольский нунций в Республике Вануату — дипломатический представитель Святого Престола в Вануату. Данный дипломатический пост занимает церковно-дипломатический представитель Ватикана в ранге посла. Апостольская нунциатура в Вануату была учреждена на постоянной основе 20 июля 1994 года.
В настоящее время Апостольским нунцием в Вануату является архиепископ Габор Пинтер, назначенный Папой Франциском 14 января 2025 года.

## История
Апостольская нунциатура в Вануату была учреждена на постоянной основе 20 июля 1994 года, папой римским Иоанном Павлом II, отделяя её от апостольской делегатуры на Тихом океане. Однако апостольский нунций не имеет официальной резиденции в Вануату, в его столице Порт-Виле и является апостольским нунцием по совместительству, эпизодически навещая страну. Резиденцией апостольского нунция в Вануату является Веллингтон — столица Новой Зеландии.

## Апостольские нунции в Вануату
- Томас А. Уайт — (1 сентября 1994 — 27 апреля 1996);
- Патрик Коувни — (15 октября 1996 года — 25 января 2005 — назначен апостольским нунцием в Греции);
- Чарльз Дэниэл Бэлво — (1 апреля 2005 — 17 января 2013 — назначен апостольским нунцием в Кении и Постоянным наблюдателем в органах Организации Объединённых Наций по окружающей среде и человеческим поселениям);
- Мартин Кребс — (23 сентября 2013 — 16 июня 2018 — назначен апостольским нунцием в Уругвае);
- Габор Пинтер — (14 января 2025 — по настоящее время).